# Villanueva de Alcorón
Villanueva de Alcorón község Spanyolországban, Guadalajara tartományban. Villanueva de Alcorón Arbeteta, Armallones, Zaorejas, Peñalén, Valsalobre, Carrascosa, El Pozuelo és El Recuenco községekkel határos. Lakosainak száma 148 fő (2024).

## Népesség
A település népessége az utóbbi években az alábbiak szerint változott:
| Lakosok száma | 259  | 269  | 237  | 212  | 189  | 184  | 182  | 149  | 138  | 148  |
|               | 2001 | 2004 | 2006 | 2009 | 2011 | 2014 | 2016 | 2019 | 2021 | 2024 |